# Hanna Hallgren
Hanna Hallgren, född 2 maj 1972, är en svensk poet och akademiker uppväxt i Skillingaryd och bosatt på sydöstra Öland. Hon debuterade 2001 och har sedan dess publicerat ytterligare ett tiotal böcker.
Hallgren är professor i kreativt skrivande vid Linnéuniversitetet och bedriver projekt inom konstnärlig forskning. Hon anställdes 2013 som den första lektorn i ämnet genusvetenskap vid Linnéuniversitetet, och utnämndes 2018 till docent. 2008 disputerade hon med avhandlingen När lesbiska blev kvinnor vid Tema Genus på Linköpings universitet. 2016–2018 var hon professor i litterär gestaltning vid Göteborgs universitet, och perioden 2016–2021 ledamot i Vetenskapsrådets kommitté för konstnärlig forskning. Under många år var hon verksam som litteraturkritiker och kulturskribent för tidningar såsom Aftonbladet, Smålandsposten och Östgöta Correspondenten. Både som författare och akademiker har Hallgren ägnat sig åt form- och språkexperiment, vilka också berört forskningsetikens och kunskapsteorins områden. I Jaget är människans mest framträdande sinnessjukdom och Det transversala språket  undersöks t.ex. huruvida språkbruk och genre kan höra samman med etiskt ansvariggörande, och i Roslära fokuseras vitheten som överordnad och förtryckande figur. I Ensamhetsträning med Majken Johansson skapas en ny genre: speak bitterness-prosan. Att lyfta fram undanträngda historiska röster finns som en röd tråd i Hallgrens författarskap, inte minst vad anbelangar svensk hbtqi-historia, där hon bl.a., vid sidan av Majken Johansson, skrivit om Eva Alexanderson och Willy Granqvist. 2024 utkom den första delen i prosaprojektet Hallelujaflickorna.
År 2024 tilldelades hon Karl Vennbergs pris av Samfundet De Nio, samt medel ur Albert Bonniers Stipendiefond för svenska författare.
År 2022 erhöll hon Sveriges radios lyrikpris samt Anna Rydstedts litterära pris.  